# Lacanobia suasa
The Dog’s Tooth (Lacanobia suasa) là một loài bướm đêm thuộc họ Noctuoidea. Nó được tìm thấy ở miền Cổ bắc.
Sải cánh dài 32–37 mm. Con trưởng thành bay từ tháng 4 đến tháng 10 tùy theo địa điểm.
Ấu trùng ăn nhiều loại thực vật thân thảo.

## Hình ảnh

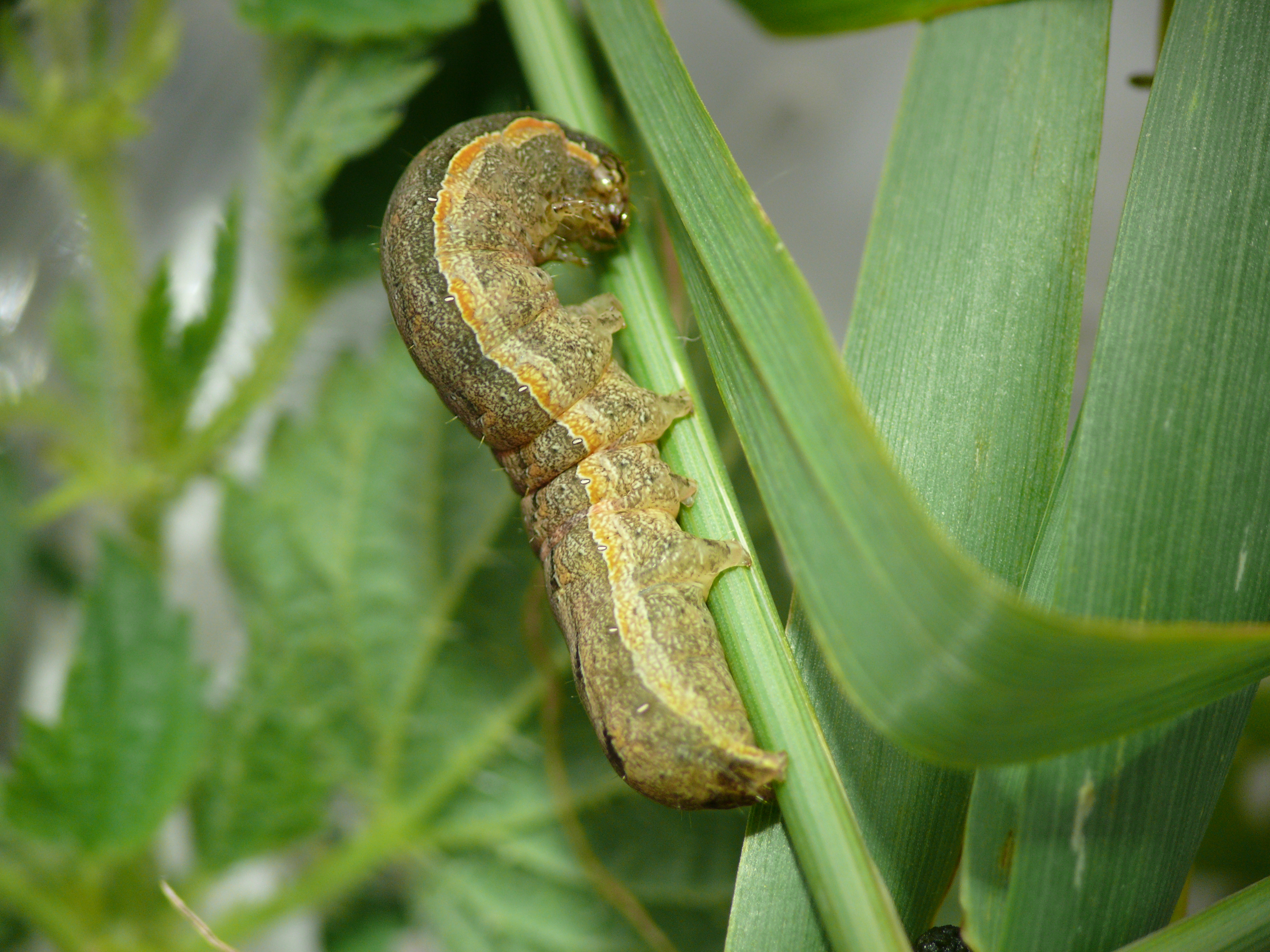
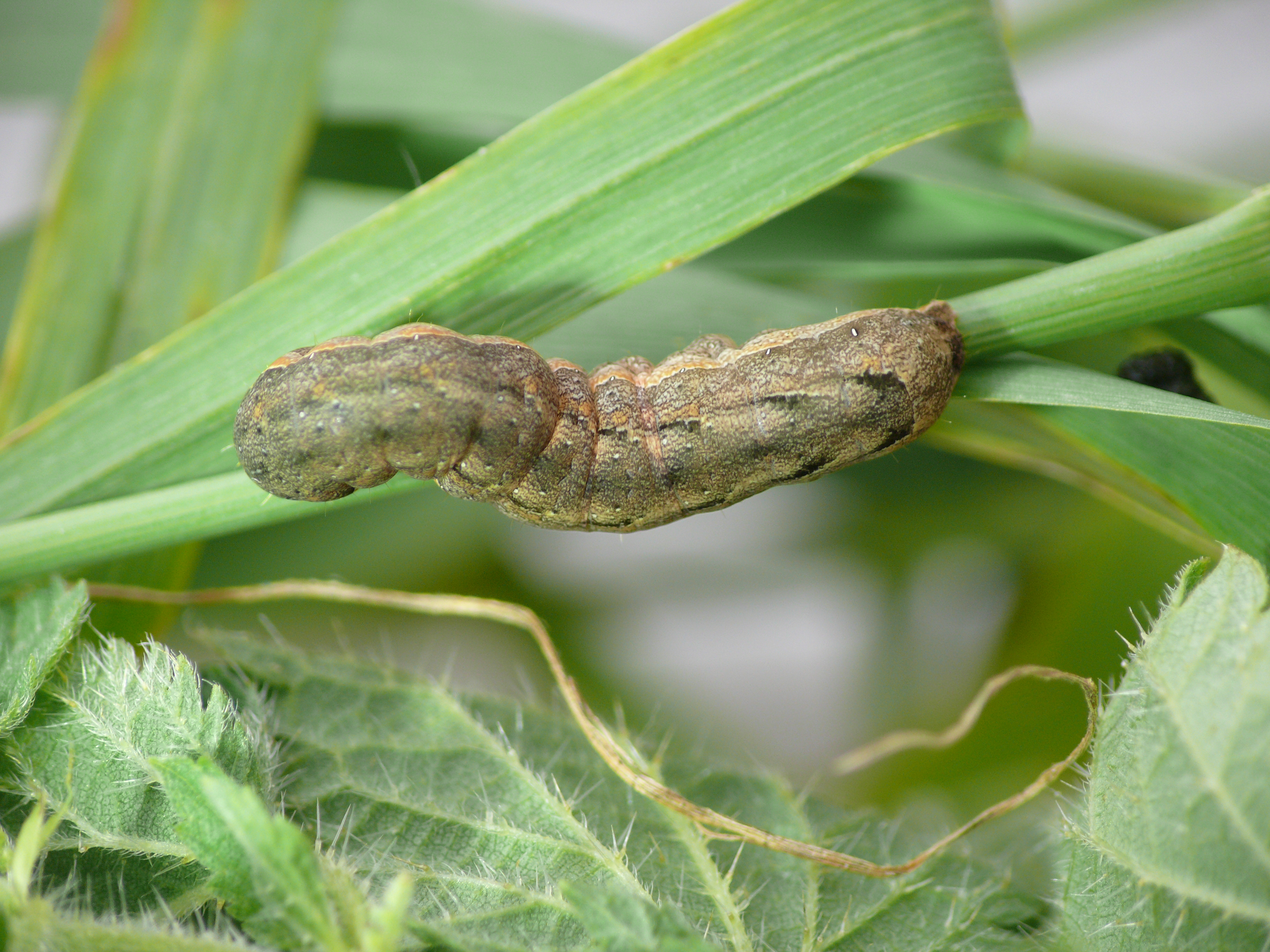
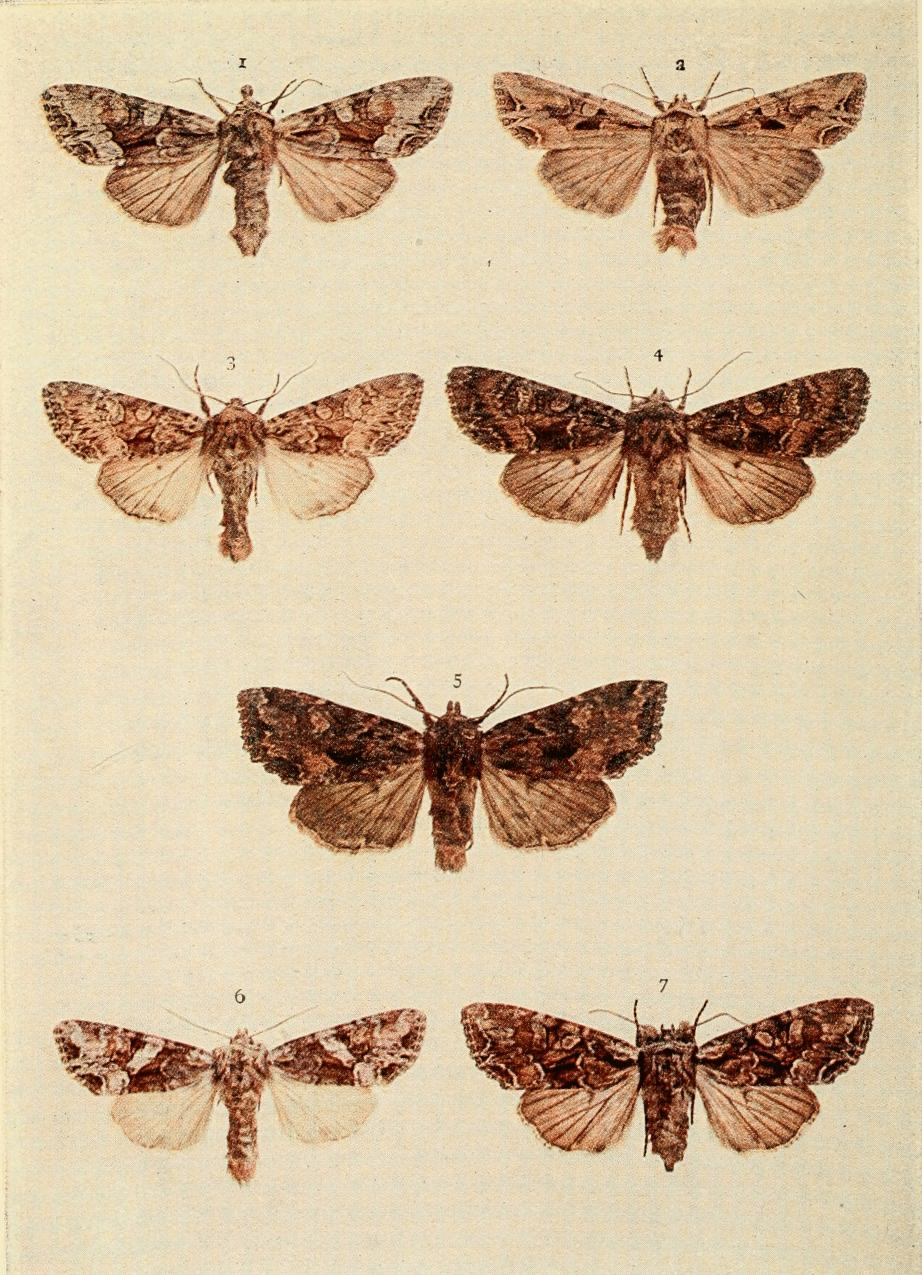